# Pat Sullivan (Ringer)
Pat Sullivan (* 1962) ist ein ehemaliger kanadischer Ringer.

## Werdegang
Pat (Patrick) Sullivan begann als Jugendlicher an der High-School mit dem Ringen. Er betätigte sich dabei ausschließlich im freien Stil. Nach der High-School besuchte er die Concordia-University in Calgary, wo er in seinem Sport intensiv gefördert wurde.
1980 beteiligte er sich an den Junioren-Weltmeisterschaften (Juniors) in Colorado Springs und kam in der Gewichtsklasse bis 68 kg Körpergewicht auf den 5. Platz. Bei den Junioren-Weltmeisterschaften 1981 in Vancouver belegte er im Federgewicht den gleichen Platz.
1983 qualifizierte er sich in Kanada für die Teilnahme an den Pan Amerikanischen Spielen in Caracas. Er belegte dort im Leichtgewicht hinter Raul Cascaret Fonseca aus Kuba und Lenny Zalesky aus den Vereinigten Staaten einen hervorragenden 3. Platz.
1984 scheiterte Pat Sullivan in Kanada bei der Olympiaausscheidung (Trials) an David McKay und konnte deshalb nicht an den Olympischen Spielen in Los Angeles teilnehmen. 1985 schaffte er aber die Qualifikation für die Weltmeisterschaften in Budapest. Dort gelang ihm der größte Erfolg seiner Ringerlaufbahn, denn er belegte im Leichtgewicht den 3. Platz hinter Arsen Fadsajew aus der UdSSR und Bujandelgeriin Bold aus der Mongolei. Im Kampf um diese Bronzemedaille besiegte er Simeon Schterew aus Bulgarien.
In den nächsten Jahren scheiterte er in Kanada beim Kampf um den Startplatz bei den Weltmeisterschaften und den Olympischen Spielen 1988 in Seoul immer an David McKay. Er kam aber bei den Pan Amerikanischen Spielen 1987 in Indianapolis im Leichtgewicht zum Einsatz und erkämpfte sich dort hinter Andre Metzger aus den Vereinigten Staaten und Eugenio Montero aus Kuba den 3. Platz.
1987 gelang ihm ein Erfolg bei den Commonwealth-Meisterschaften in Nicosia. Im Leichtgewicht siegte er dort vor Wayne Wrathall aus Neuseeland und Chris Mackay aus Schottland.
Am Ende des Jahres 1988 beendete Pat Sullivan seine internationale Ringerkarriere.

## Internationale Erfolge
| Jahr | Platz | Wettbewerb                                            | Gewichtsklasse | |
| 1980 | 5.    | Junioren-WM (Juniors) in Colorado Springs             | bis 60 kg KG   | hinter Tim Timok, USA, Werner Böhler, Österreich, Elio Inojosa, Venezuela u. Dieter Seiler, BRD                           |
| 1981 | 5.    | Junioren-WM in Vancouver                              | Feder          | hinter Stepan Sargsjan, UdSSR, Tudor Kanew, Bulgarien, Mark Trizzino, USA u. Chris Brown, Australien                      |
| 1983 | 3.    | Panamerikanisch Spiele in Caracas                     | Leicht         | hinter Raul Cascaret Fonseca, Kuba u. Lenny Zalesky, USA                                                                  |
| 1985 | 3.    | WM in Budapest                                        | Leicht         | hinter Arsen Fadsajew, UdSSR u. Bujandelgeriin Bold, Mongolei, vor Simeon Schterew, Bulgarien u. Zoltán Szalontai, Ungarn |
| 1986 | 4.    | Welt-Super-Championships (Einladungsturnier) in Tokio | Leicht         | hinter Arsen Fadsajew, Kokichi Sugino u. Yoshihiko Hara, bde. Japan                                                       |
| 1987 | 3.    | Panamerikanische Spiele in Indianapolis               | Leicht         | hinter Andre Metzger, USA u. Eugenio Montero, Kuba, vor Herminio Hidalgo, Panama u. Daniel A. Navarete, Argentinien       |
| 1987 | 1.    | Commonwealth-Meisterschaften in Nicosia               | Leicht         | vor Wayne Wrathall, Neuseeland u. Chris MacKay, Schottland                                                                |

Anm.: alle Wettbewerbe im freien Stil, WM = Weltmeisterschaften, Federgewicht, bis 62 kg, Leichtgewicht, bis 68 kg Körpergewicht